# HMS Antelope (1653)
«Preston» - 40-гарматний фрегат 4-го рангу  англійського королівського флоту, спочатку побудований для військово - морського флоту Співдружності Англії в Вудбріджі, і спущений в 1653 році 

## Історія служби
Після Відновлення монархії в 1660 році назву корабля було змінено на  «HMS Antelope». До 1677 року його озброєння було збільшено до 48 гармат. 
У 1681 році Джеймс Сторі, капітан «HMS Antelope», провів перепис в колонії Авалон (нині Ферріленд, Ньюфаундленд ) і 1 вересня 1681 року написав  An Account of what fishing Ships, Sack Ships, Planters and Boatkeepers from Trepassey to Bonavista.... .
«HMS Antelope» було списано з флоту в 1693 році. 